# Ktitor
Ktitor (grč. κτήτωρ — „sopstvenik, gospodar”, od stgrč. glagola κταομι — „steći, držati u vlasti”) je u crkvama istočnog hrišćanstva i srednjovekovnoj Vizantiji fizičko (svešteno lice ili laik), ili pravno lice (crkva, crkveni fond, selo, gradska opština) koje osniva, obnavlja, ili dobija kao nagradu za zasluge manastirsku, seosku ili gradsku crkvu, manastir, školu ili dobrotvorni zavod. Dotična crkvena ustanova tako postaje njegova privatna svojina. Odnos ktitora prema ktitoriji regulisan je ktitorskim pravom — skupom privilegija i imovinskih obaveza na koje vlasnik pristaje kada svoju imovinu poklanja crkvi. Ktitorsko pravo u srednjovekovnoj Srbiji razvijeno je prilagođavanjem vizantijskih zakonskih propisa.
Ktitorija se nije mogla osnovati bez saglasnosti crkvenih vlasti, što znači da je svaki ktitor pre osnivanja crkve ili manastira morao da traži dozvolu episkopa. S druge strane, on je morao da obezbedi sredstva za izgradnju i izdržavanje ktitorje i objavi pisano svedočanstvo o ktitorskom činu — βρεβιον, u srpskim izvorima hrisovulju, povelju — u kom se nalazi popis svih darova.

## Drugi ktitor
Drugi ktitor, ili novi ktitor, jeste lice koje obnavlja ili proširuje manastir, ili mu daje veliki prilog. Sveti Sava je, izgradivši u Vatopedu ćelije i tri crkve, i pokrivši katolikon olovom, postao drugi ktitor tog manastira. Ktitorsko pravo se ponekad moglo ustupiti licu koje se obavezivalo da će izdržavati manastir i slati mu godišnju pomoć. Manastir Esfigmen je ustupio ktitorska prava prvo caru Dušanu, a zatim i despotu Đurđu Brankoviću.

## Haristikija
Nadležne crkvene vlasti, a ponekad i vladar, mogu manastir, odnosno manastirske prihode dati nekom licu, kao nagradu za zasluge ili poklon, na doživotno uživanje — haristikion, haristikija. Posle smrti tog lica ktitorska prava obično prelaze na neku crkvenu ustanovu. Haristikija je mogla biti i nasledna: Stefan Uroš III je čelniku Radanu i protopopu Prohoru dao crkvenu zemlju u naslednu baštinu. Poznato je da su se u srednjovekovnoj Srbiji manastiri često ustupali sveštenim licima, ali u izvorima nema podataka da su davani na uživanje laicima. Stefan Dušan je crkvu sv. Nikole Mračkog sa njenim imanjima dao na doživotno uživanje starcu Joanu (1342), a crkvu sv. Petra Koriškog, koja je pripadala Hilandaru, starcu Grigoriju. Posle propasti srpske srednjovekovne države dešavalo se da se manastirski prihodi ustupe episkopima koji su zbog upada Turaka ostali bez prihoda i sredstava.

## Ktitorska prava
Ktitorsko pravo se moglo preneti na drugo lice, pre svega na naslednika. Tako Stefan Nemanja, napuštajući presto predaje svoja ktitorska prava nad Studenicom sinu Stefanu.
Ktitor je imao pravo da sastavi tipik i učestvuje i izboru igumana u svom manastiru. On određuje pravni status svoje zadužbine, stavlja je pod vlast vladara ili patrijarha, ili je poklanja, kao metoh, drugom manastiru. Za razliku od osnivača, koji je mogao da izmeni tipik i promeni pravni status ktitorije, ktitor-naslednik to pravo nije imao.
Najveću autonomiju imali su stavropigijalni, carski manastiri ili lavre, oslobođeni vlasti eparhijskih episkopa i neposredno potčinjeni vladaru. O izboru igumana u ovim manastirima odlučivao je vladar, a pri njegovom postavljanju vršio je čin investiture. Hilandar je imao privilegiju da u izboru igumana bude nezavisan čak i od carske vlasti. 
U ostalim ktitorskim manastirima ktitor je imao pravo da episkopu predloži kandidata za igumana.
Ktitor osnivač je u svojoj zadužbini imao pravo na pomen u vreme bogosluženja, grob, portret i počasno mesto.
- Ktitorski portret iz manastira Sanain u Jermeniji, 10. vek
- Ktitorski portret iz manastira Zemo Krihi u Gruziji, 11. vek
- Ktitorski portret velikog logoteta Teodora Metohita u manastiru Hrista Hore u Carigradu, 14. vek
- Ktitorski portret kralja Milutina u Kraljevoj crkvi u Studenici, 14. vek
- Ktitorski portret Stefana Dečanskog u crkvi Vaznesenja Hristovog u manastiru Dečani, 14. vek
- Hrisovulja Aleksija III Velikog Komnina (1338-1390) manastiru Dionisijatu na Svetoj Gori
- Ktitorski portret sevastokratora Konstantina Paleologa i njegove supruge Irine u Tipiku manastira Bogorodice Sigurne nade (Βεβαίας Ἐλπίδος), oko 1350.